# Stazione di Ainono
La stazione di Ainono (相野々駅?, Ainono-eki) è una stazione ferroviaria della città di Yokote, nella prefettura di Akita della regione del Tōhoku, servita dai treni locali della linea Kitakami.

## Linee
East Japan Railway Company
■ Linea Kitakami

## Struttura
La stazione dispone di un fabbricato viaggiatori in legno sviluppato su due piani e un marciapiede a isola, con duebinari passanti che permettono l'incrocio dei treni nelle due direzioni. L'accesso alla banchina centrale avviene per mezzo di passaggio a raso sui binari.
Schema binari
| 1 | ■ Linea Kitakami | per Yokote   |
| 2 | ■ Linea Kitakami | per Kitakami |

## Stazioni adiacenti
| «              | Servizio       | »              |
| Linea Kitakami | Linea Kitakami | Linea Kitakami |
| -------------- | -------------- | -------------- |
| Komatsukawa    | Locale, Rapido | Yokote         |